# 오스나브뤼크 대학교
오스나브뤼크 대학교(독일어: Universität Osnabrück)는 독일 니더작센주 오스나브뤼크에 위치한 대학교이다. 1953년부터 오스나브뤼크 성에 세워진 아돌프 라이히바인 대학이라는 교육대학에서 이어져서 1974년부터 지금의 모습을 갖추게 되었다. 수많은 학제간 학위과정으로 유명하고, 그 중에서는 유럽학, 인지과학 등 다른 독일 대학교에서도 찾아보기 쉽지 않은 것도 있다.

## 같이 보기
- 학위
- 독일의 교육
- 응용학문대학
- 오스나브뤼크